# Orgères (Ille-et-Vilaine)
Orgères is een gemeente in het Franse departement Ille-et-Vilaine (regio Bretagne). De plaats maakt deel uit van het arrondissement Rennes. Orgères telde op 1 januari 2022 5.602 inwoners.

## Geografie
De oppervlakte van Orgères bedroeg op 1 januari 2022 16,33 vierkante kilometer; de bevolkingsdichtheid was toen 343 inwoners per km².

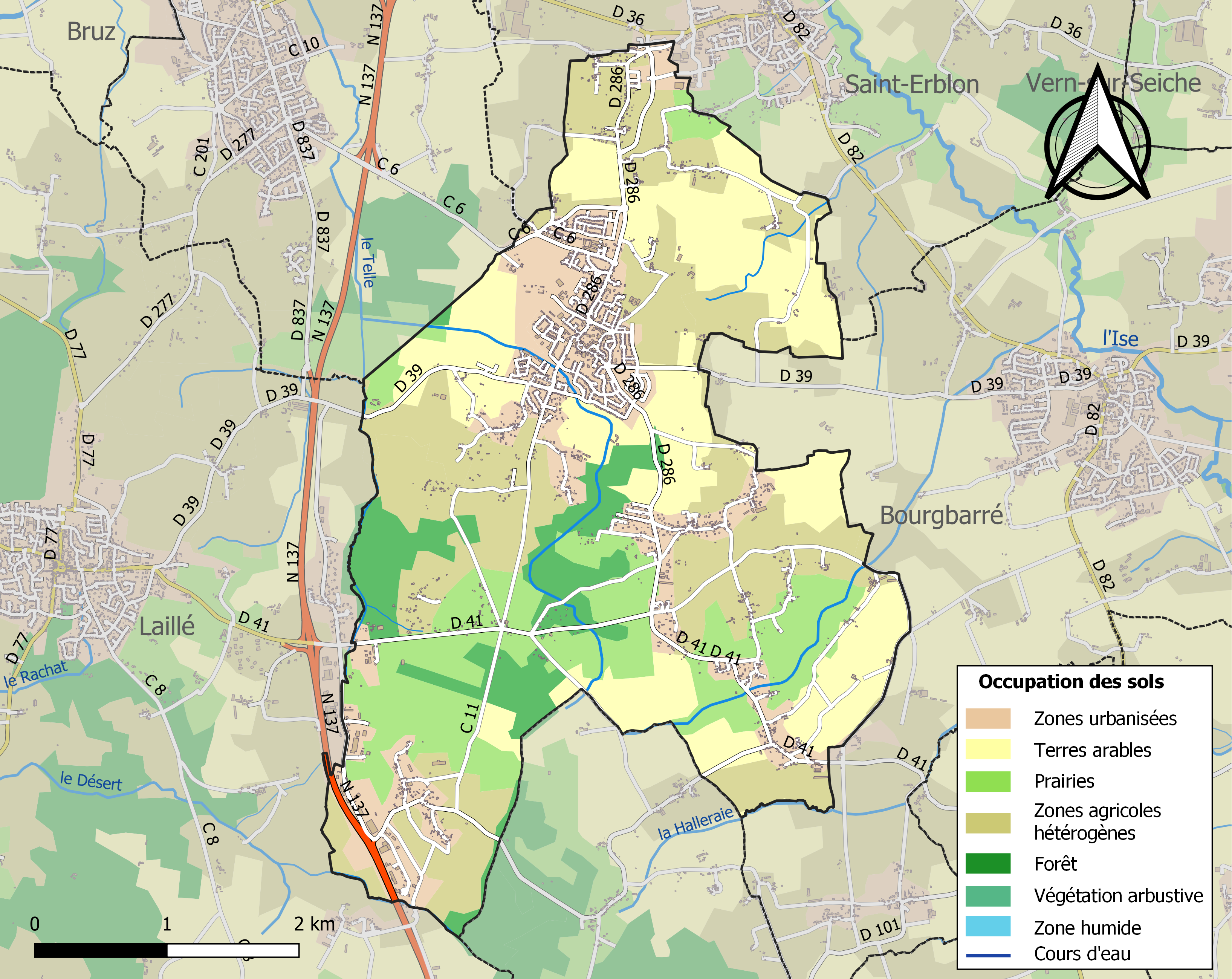
Kaart van de gemeente met belangrijkste infrastructuur, bodemgebruik en omliggende gemeenten

## Demografie
Onderstaande figuur toont het verloop van het inwonertal (bron: INSEE-tellingen).